# 小寨坝站
小寨坝站是位于贵州省贵阳市息烽县小寨坝乡的一个铁路车站，邮政编码551109。车站建于1965年，有川黔铁路、开阳铁路经过该站，现仅办理货运业务，不办理客运业务，车站及其上下行区间均已电气化。车站距离重庆站375公里，距离贵阳站88公里，距离楠木坪站32公里。隶属中国铁路成都局集团，是三等站。